# Salignac (Alpes da Alta Provença)
Salignac é uma comuna francesa na região administrativa da Provença-Alpes-Costa Azul, no departamento dos Alpes da Alta Provença. Estende-se por uma área de 14,42 km². Em 2010 a comuna tinha 656 habitantes (densidade: 45,5 hab./km²).